# اریک پیرس (ورزشکار)
اریک پیرس (انگلیسی: Eric Pearce؛ زادهٔ ۲۹ اکتبر ۱۹۳۱) بازیکن هاکی روی چمن اهل استرالیا است.